# Englische Cricket-Nationalmannschaft in den West Indies in der Saison 1980/81
Die Tour der englischen Cricket-Nationalmannschaft auf die West Indies in der Saison 1980/81 fand vom 4. Februar bis zum 15. April 1981 statt. Die internationale Cricket-Tour war Bestandteil der Internationalen Cricket-Saison 1980/81 und umfasste vier Tests und zwei ODIs. Die West Indies gewannen beide Serien 2–0.

## Vorgeschichte
Für beide Mannschaften ist es die erste Tour der Saison.
Das letzte Aufeinandertreffen der beiden Mannschaften bei einer Tour fand in der Saison 1980 in England statt.

## Stadien
Die folgenden Stadien wurden für die Tour als Austragungsort vorgesehen.
| Stadt         | Land                           | Stadion                   | Kapazität | Spiele  |
| ------------- | ------------------------------ | ------------------------- | --------- | ------- |
| Albion        | Guyana                         | Albion Sports Complex     | 15.000    | 2. ODI  |
| Bridgetown    | Barbados                       | Kensington Oval           | 11.000    | 3. Test |
| Georgetown    | Guyana                         | Bourda Cricket Ground     | 25.000    | 2. Test |
| Kingston      | Jamaika                        | Sabina Park               | 20.000    | 5. Test |
| Kingstown     | St. Vincent und die Grenadinen | Arnos Vale Stadium        | 18.000    | 1. ODI  |
| Port of Spain | Trinidad und Tobago            | Queen’s Park Oval         | 25.000    | 1. Test |
| St. John’s    | Antigua und Barbuda            | Antigua Recreation Ground | 12.000    | 4. Test |

## Kaderlisten
Die Kaderlisten wurden vor der Tour bekanntgegeben.
| Test | Test | ODI | ODI |
| West Indies | England | West Indies | England |
| --- | --- | --- | --- |
| - Colin Croft - Joel Garner - Larry Gomes - Gordon Greenidge - Desmond Haynes - Michael Holding - Clive Lloyd - Malcolm Marshall - Everton Mattis - Junior Murray - Viv Richards - Andy Roberts | - Bill Athey - David Bairstow - Ian Botham - Geoff Boycott - Mark Butcher - Graham Dilley - Paul Downton - John Emburey - Mike Gatting - Graham Gooch - David Gower - Robin Jackman - Geoff Miller - Chris Old - Brian Rose - Graham Stevenson - Peter Willey | - Faoud Bacchus - Colin Croft - Joel Garner - Larry Gomes - Gordon Greenidge - Desmond Haynes - Michael Holding - Alvin Kallicharran - Clive Lloyd - Everton Mattis - Junior Murray - Viv Richards - Andy Roberts | - David Bairstow - Ian Botham - Geoff Boycott - Mark Butcher - Graham Dilley - John Emburey - Mike Gatting - Graham Gooch - David Gower - Chris Old - Graham Stevenson - Peter Willey |

## One-Day Internationals

### Erstes ODI in Kingstown
| 4. Februar Scorecard | Kingstown | West Indies 127 (47.2)         | – | England 125 (48.2) |
|                      |           | West Indies gewinnt mit 2 Runs |   |                    |

### Zweites ODI in Albion
| 26. Februar Scorecard | Albion | England 137 (47.2)                | – | West Indies 138 (39.3) |
|                       |        | West Indies gewinnt mit 6 Wickets |   |                        |

## Tests

### Erster Test in Port of Spain
| 13. – 18. Februar Scorecard | Port of Spain | West Indies 426-9d (147)                          | – | England 178 (78) & 169 (99) (f/o) |
|                             |               | West Indies gewinnt mit einem Innings und 79 Runs |   |                                   |

### Zweiter Test in Georgetown
| 28. Februar – 5. März Scorecard | Georgetown (BCG) | West Indies | – | England |
|                                 |                  | Abgesagt    |   |         |

### Dritter Test in Bridgetown
| 13. – 18. März Scorecard | Bridgetown | West Indies 265 (90.1) & 379-7d (109) | – | England 122 (47.5) & 224 (91.2) |
|                          |            | West Indies gewinnt mit 298 Runs      |   |                                 |

### Vierter Test in St. John’s
| 27. März – 1. April Scorecard | St. John’s | England 271 (90.2) & 234-3 (93) | – | West Indies 468-9d (155) |
|                               |            | Remis                           |   |                          |

### Fünfter Test in Kingston
| 10. – 15. April Scorecard | Kingston | England 285 (83) & 302-6 (128) | – | West Indies 442 (163.1) |
|                           |          | Remis                          |   |                         |